# SM i innebandy pojkar under 16
SM i innebandy pojkar under 16 avgörs ungefär på samma sätt som fotbollens Champions League. Alltså först är det kvalgrupper (som kallas U16-kvalgrupper) och sedan SM-slutspel. Laget som vinner slutspelet blir svenska mästare. Svenska mästare koras sedan säsongen 1994/1995.

## Svenska mästare genom åren
| - 1995 - Järfälla IBK - 1996 - Järfälla IBK - 1997 - Västervång -84 SK - 1998 - Storvreta IBK - 1999 - Storvreta IBK - 2000 - Storvreta IBK - 2001 - Älvsjö AIK - 2002 - Farsta IBK - 2003 - Färjestadens IBK - 2004 - Färjestadens IBK - 2005 - Umeå City IBK - 2006 - Odelberg/Gustavsberg IBK - 2007 - Årsta IK - 2008 - Hässelby SK IBK - 2009 - KAIS Mora IF - 2010 - Hagfors IBS - 2011 - Mullsjö AIS - 2012 - FC Helsingborg - 2013 - Linköping FBC - 2014 - Nykvarns IF - 2015 - Jönköpings IK - 2016 - Nykvarns IF |

### Fotnoter
1. ↑  ”USM, flickor/pojkar 16”. Svenska innebandyförbundet. Arkiverad från originalet den 27 april 2016. https://web.archive.org/web/20160427020613/http://www.innebandy.se/StatistikHistorik/SM-medaljer-genom-tiderna/USM-flickorpojkar-16/. Läst 16 april 2016.